# Dorfkirche Milmersdorf

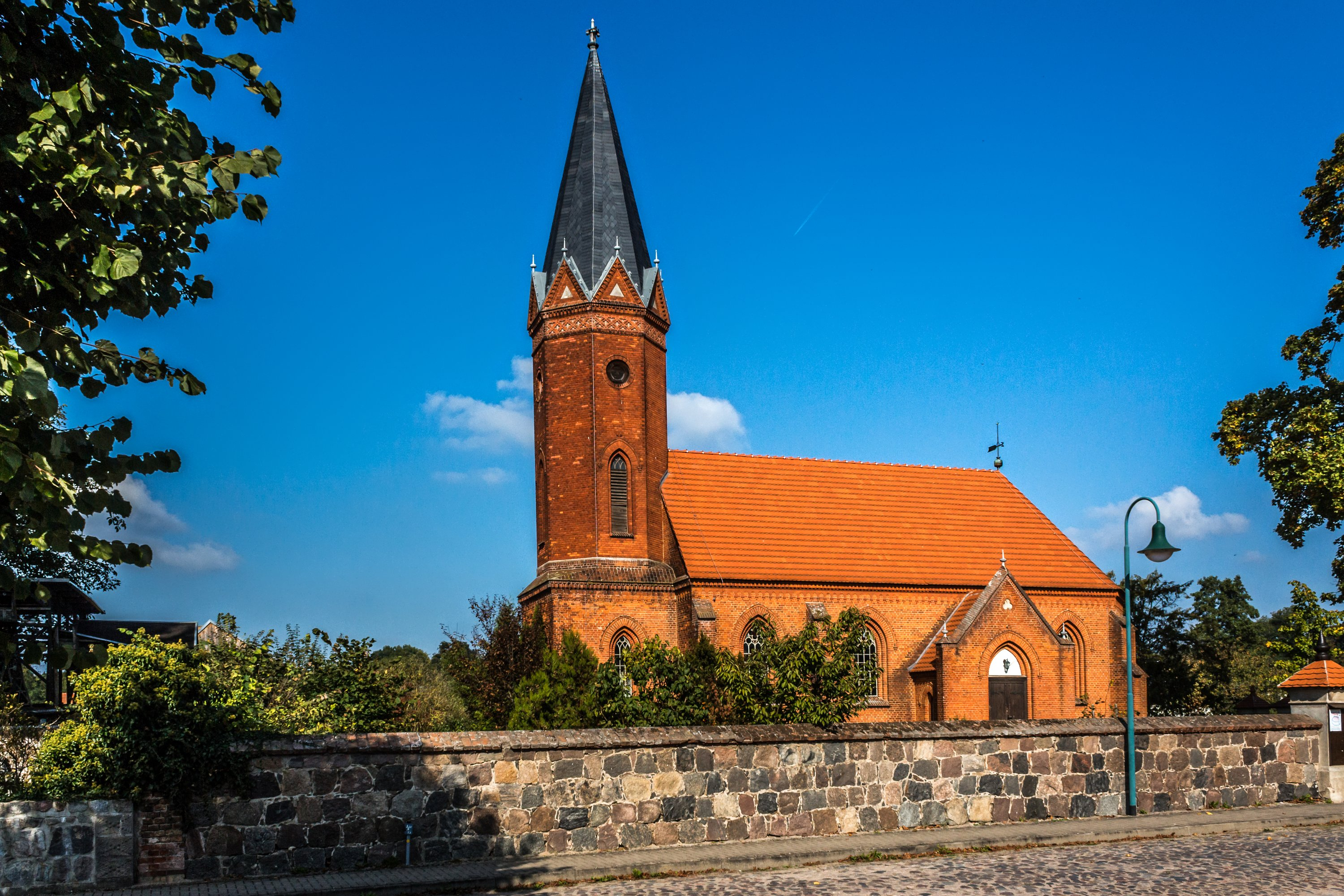
Dorfkirche Milmersdorf

Die evangelische, denkmalgeschützte Dorfkirche Milmersdorf steht in Milmersdorf, einer Gemeinde im Landkreis Uckermark in Brandenburg. Die Kirche gehört zur Kirchengemeinde Ahrensdorf-Milmersdorf im Kirchenkreis Oberes Havelland der Evangelischen Kirche Berlin-Brandenburg-schlesische Oberlausitz.

## Beschreibung
Die neugotische Saalkirche wurde 1885/86 aus Backsteinen erbaut. Sie besteht aus einem Langhaus mit dreiseitigem Schluss im Osten, dessen Wände von Strebepfeilern gestützt werden, und einem Kirchturm auf quadratischem Grundriss im Westen, dessen erstes Obergeschoss, das bereits achteckig ist, hinter den Klangarkaden den Glockenstuhl beherbergt, in dem eine 1580 gegossenen Kirchenglocke hängt. Der Kirchturm ist mit einem schiefergedeckten spitzen Helm bedeckt. Im Norden und Süden des Langhauses befinden sich Anbauten mit den von spitzen Giebeln bedeckten Portalen. 
Zur Kirchenausstattung gehört ein dreigeschossiger Altaraufsatz von 1614, in dessen von Säulen und Pilastern flankiertem Altarretabel eine Kreuzigungsgruppe dargestellt ist. In der Predella ist das Abendmahl, im Ziborium die Auferstehung zu sehen.